# Федотова, Ирина Михайловна
Ири́на Миха́йловна Федо́това (15 февраля 1975, Краснодар, СССР) — российская спортсменка (академическая гребля), бронзовый призёр Олимпийских игр, чемпионка мира, неоднократный победитель кубка мира. Заслуженный мастер спорта России.

## Семья
Сын - Володенков Кирилл Владимирович 08.10.2001
Сын - Торбенко Михаил Александрович  24.06.2009
Сын - Федотов Алексей Александрович 05.01.2020 

## Карьера
На Олимпийских играх 2000 года Ирина в составе парной четвёрки выиграла бронзовую медаль. На предыдущей Олимпиаде Федотова стала 7-й, так же как и в 2004 году в соревнованиях одиночек.
Обладательница золотой, серебряной и двух бронзовых медалей чемпионата мира.
Вице-чемпион молодёжного чемпионата мира 1992 года в одиночке.

## Образование
Окончила Кубанский государственный университет физической культуры, спорта и туризма.
Окончила Московская международная высшая школа бизнеса (МИРБИС, MBA).
Окончила Российский международный олимпийский университет (РМОУ).